# Yttrium-Aluminium-Granat
Yttrium-Aluminium-Granat (kurz YAG) ist eine künstlich hergestellte kristalline Verbindung mit der chemischen Zusammensetzung Y3Al5O12. Ein im Aufbau ähnlicher, ebenfalls künstlicher Kristall ist der Yttrium-Eisen-Granat (YIG, für englisch yttrium iron garnet).

## Eigenschaften
YAG besitzt sehr hohe akustische Wellengeschwindigkeiten, welche sich in ihren verschiedenen Raumrichtungen nur wenig unterscheiden. Die longitudinale Wellengeschwindigkeit beträgt in [001]-Richtung 8563 m/s und für die transversale Wellengeschwindigkeit in [001]-Richtung 5029,3 m/s. Der Isotropiefaktor beträgt 1,03.

## Herstellung
Die Herstellung von YAG erfolgt fast ausschließlich nach dem Czochralski-Verfahren (Cz-Verfahren), mit dem Einkristalle von mehr als 300 mm Länge und bis zu 100 mm Durchmesser gezüchtet werden können.

## Verwendung

### Laser und LED
YAG wird vorwiegend als einkristalliner Wirtskristall für Festkörperlaser genutzt. Hierfür wird er je nach gewünschten Eigenschaften, vor allem der zu emittierenden Wellenlänge mit verschiedenen Lanthanoiden dotiert, unter anderem mit Neodym (Nd:YAG-Laser) und Erbium (Er:YAG-Laser).
Zur Herstellung von weißen LEDs kann mit Cer dotiertes YAG-Pulver (YAG:Ce3+) als gelber Leuchtstoff in Kombination mit einer blauen LED (Indiumgalliumnitrid InGaN) eingesetzt werden. YAG:Ce3+-Einkristalle werden weiterhin als Szintillatoren in Rasterelektronenmikroskopen (REM) verwendet, wo sie zur Erzeugung besonders rauscharmer Bilder dienen.

### Schmuckstein

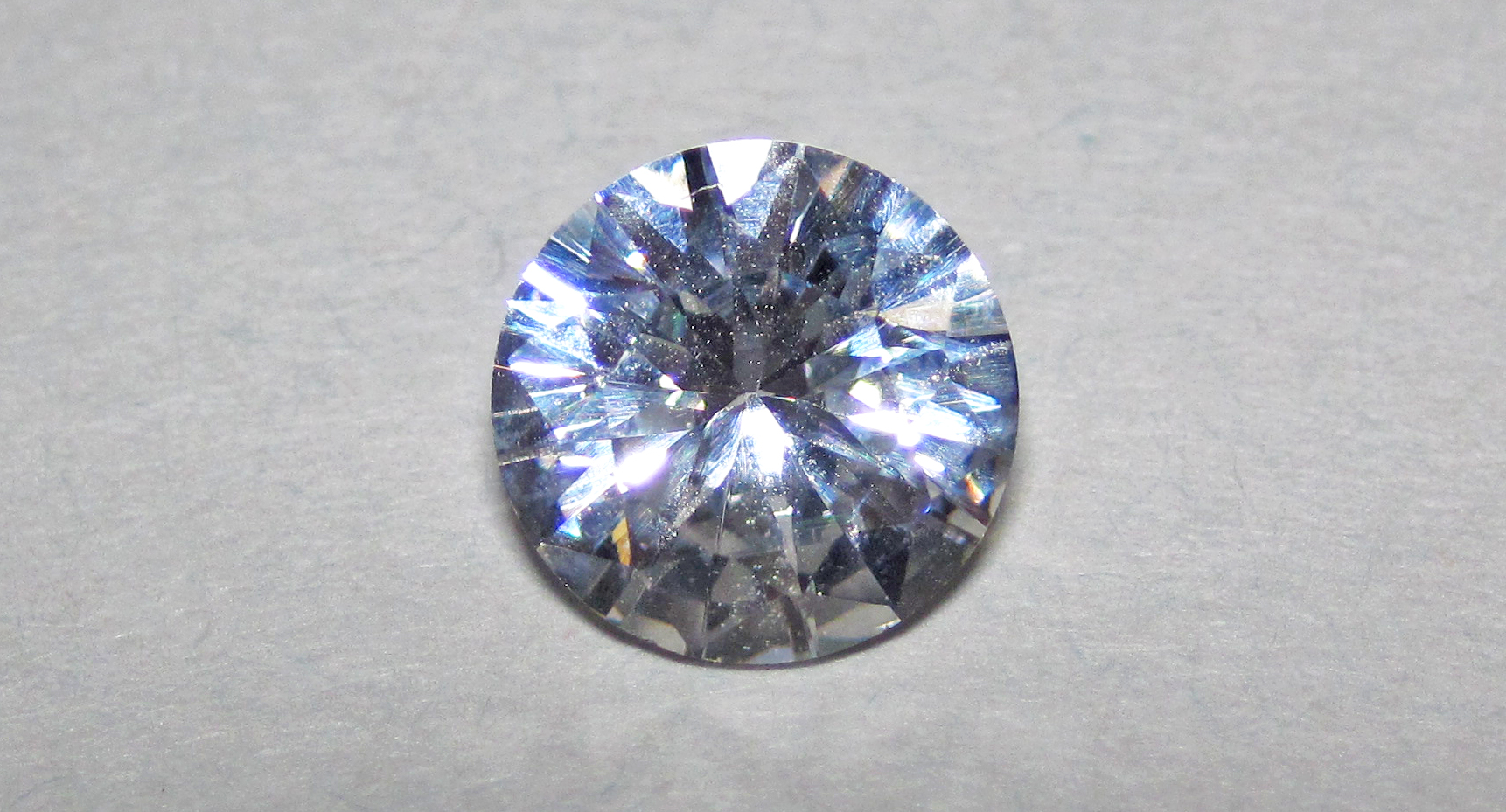
Yttrium-Aluminium-Granat im Brillant-Schliff

YAG (gemmologisch korrekt: Granatoid) ist aufgrund seiner Mohshärte von 8 bis 8,5 sowie seiner hohen Dispersion und Brechungsindex (zusammen ergeben sie das sog. Feuer) auch ein beliebter Schmuckstein. Farblos und unter den Handelsnamen simulated diamond (auch Diamonair oder Cirolit) diente er als Diamantersatz, bis er durch den besser geeigneten Zirkonia ersetzt wurde. Je nach Dotierung mit verschiedenen Elementen und den dadurch erzeugten Farben Grün, Gelb, Blau, Rot und Violett kann er auch zur Imitation anderer Schmucksteine verwendet werden.